# 滿洲國監察院

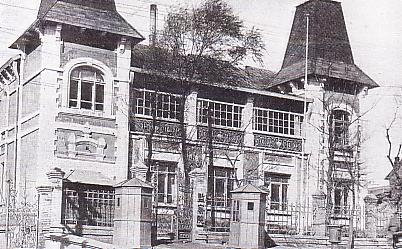
滿洲國監察院

滿州國監察院為滿洲國的監察機關，於建國4年後的1936年廢除。

## 概要
監察院擁有獨立於國務院的地位，由總務處、監察部、審計部構成。監察部負責舉發官員與各部局（省廳）違法、不當行為，審計部則負責國家預算的會計監察。
不過以日本官吏為中心施行的本制度招致許多批評。
- 違法行為可依照法律辦理，不當行為本身並未擁有法律上的強制力，不當行為的定義並不明確。
- 必須依照監察院的臉色行事，使官員士氣低落缺乏激勵。
- 由於監察院為一獨善組織，有濫用職權的危險性。

此類批評聲浪之故，監察院於1936年廢除，職權改由國務院行使。

## 歷任院長
1. 于冲漢：1932年3月9日—1932年11月12日
2. 品川主計（代理）：1932年11月12日—1933年7月5日
3. 羅振玉：1933年7月5日—1937年5月7日
4. 寺崎英雄（代理）：1937年5月7日—1937年7月1日